# エトレンヌ (年中行事)

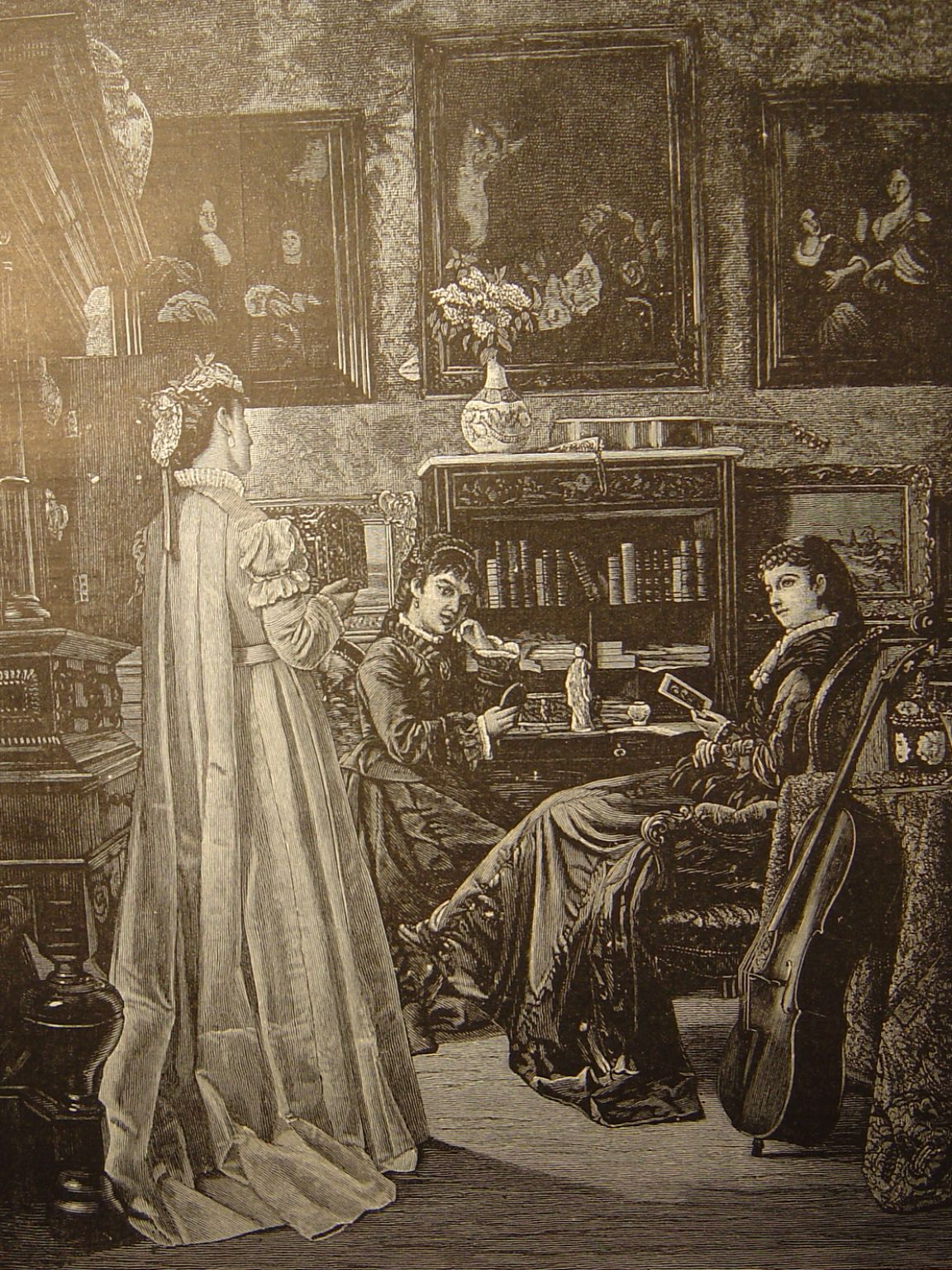
受取った贈物を友人に披露する若い女性
ジョセフ・ステヴァンス作 (1881年)

エトレンヌ (仏：Les Étrennes)は、フランスで1月の初旬に義務的に行なわれる、物を贈る年中行事である。

## 古代ローマ
1月初旬と12月31日の贈り物の習慣は、古代ローマを起源とする。サビニ人の王、ティトゥス・タティウスがともに王政ローマを統治することになるロームルスと再会した時、その幸運を祝って、年の始めに力を司る女神ストレナに奉納されていた木から伐り取った枝を贈った。それ以来、毎年の贈り物をストレナと呼ぶようになった。やがて、ローマ人は木の枝の代わりにイチジク、ナツメヤシ、蜂蜜を贈るようになった。これは今日のジャムや砂糖をまぶしたアーモンドのような新年に贈られるお菓子の象徴である。この贈り物をする習慣は、公的な場合にはときに模倣され、または無視され、個人間のみで営々と受け継がれた。エトレンヌの語源は、このローマで1月1日に祝われる女神ストレナの名前とする説がある。ローマ帝国においては、贈り物は木の枝から食べ物、衣服、金銭、貴重品、家具などに代わっていった。
しかし、異教の起源となる贈り物は、アウグスティヌスなどの教父から悪魔的な習慣として非難された。

## フランス

### フランス革命
1789年11月29日、憲法制定国民議会はエトレンヌを汚職につながるものとして公人への贈与を禁止した。12月1日から、行政の代理人や首長、またはその部下などの公的な権限を有する者が企業、州の行政団体、都市、個人などから謝礼、チップ、地ワインなど、贈答品に類する物を受け取った場合、横領罪に問うとした。

### 第三共和政

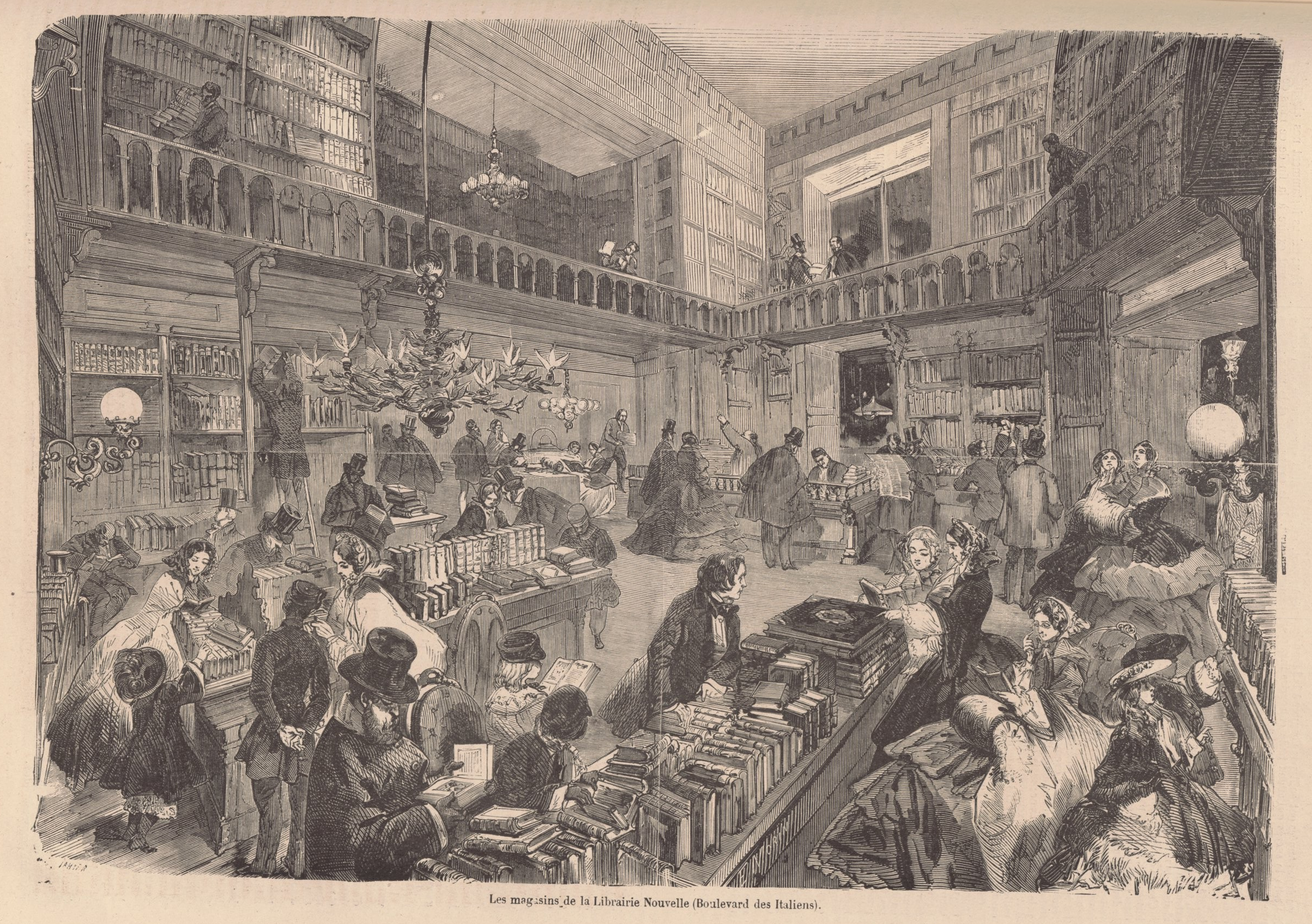
1857年の冬、エトレンヌのための本を買い求めるお客でにぎわう、イタリアン大通りにある書店「リブレリー・ヌーヴェル」の店内。

Les livres d'étrennes（レ・リーブル・デトレンヌ、直訳すると”大晦日の本”）という表現は、フランスで19世紀の半ばから少なくとも第一次世界大戦までに、この贈り物のために出版された美しい本を指す言葉としてよく使用される。エトレンヌはアルフレッド・メイム、ピエール＝ジュール・エッツェル、ルイ・アシェット、メゾン・コンタンなどの若い読者層を主な購買層とする出版社にとって重要な市場となった。彼らはカルトンで装幀されたイラスト入りの本を多く出版した。